# LPAR3
LPAR3 (англ. Lysophosphatidic acid receptor 3) – білок, який кодується однойменним геном, розташованим у людей на короткому плечі 1-ї хромосоми.  Довжина поліпептидного ланцюга білка становить 353 амінокислот, а молекулярна маса — 40 128.
| 10         |  | 20         |  | 30         |  | 40         |  | 50         |
| ---------- |  | ---------- |  | ---------- |  | ---------- |  | ---------- |
| MNECHYDKHM |  | DFFYNRSNTD |  | TVDDWTGTKL |  | VIVLCVGTFF |  | CLFIFFSNSL |
| VIAAVIKNRK |  | FHFPFYYLLA |  | NLAAADFFAG |  | IAYVFLMFNT |  | GPVSKTLTVN |
| RWFLRQGLLD |  | SSLTASLTNL |  | LVIAVERHMS |  | IMRMRVHSNL |  | TKKRVTLLIL |
| LVWAIAIFMG |  | AVPTLGWNCL |  | CNISACSSLA |  | PIYSRSYLVF |  | WTVSNLMAFL |
| IMVVVYLRIY |  | VYVKRKTNVL |  | SPHTSGSISR |  | RRTPMKLMKT |  | VMTVLGAFVV |
| CWTPGLVVLL |  | LDGLNCRQCG |  | VQHVKRWFLL |  | LALLNSVVNP |  | IIYSYKDEDM |
| YGTMKKMICC |  | FSQENPERRP |  | SRIPSTVLSR |  | SDTGSQYIED |  | SISQGAVCNK |
| STS        |  |            |  |            |  |            |  |            |

A: Аланін

C: Цистеїн

D: Аспарагінова кислота

E: Глутамінова кислота

F: Фенілаланін

G: Гліцин

H: Гістидин

I: Ізолейцин

K: Лізин

L: Лейцин

M: Метіонін

N: Аспарагін

P: Пролін

Q: Глутамін

R: Аргінін

S: Серин

T: Треонін

V: Валін

W: Триптофан

Кодований геном білок за функціями належить до рецепторів, g-білокспряжених рецепторів, білків внутрішньоклітинного сигналінгу. 
Задіяний у такому біологічному процесі як поліморфізм. 
Локалізований у клітинній мембрані, мембрані.